# Spike Lee
Shelton Jackson Lee (Atlanta, 20 de março de 1957), mais conhecido como Spike Lee, é um cineasta, escritor, produtor, ator e professor norte-americano. Sua produtora 40 Acres and a Mule Filmworks já produziu mais de 35 filmes desde 1983. Fez sua estreia como diretor em 1986 com She Gotta Have It. Desde então, escreveu e dirigiu filmes como Do the Right Thing (1989), Mo 'Better Blues (1990), Jungle Fever (1991), Malcolm X (1992), Crooklyn (1994), Clockers (1995), 25th Hour (2002), Inside Man (2006), Chi-Raq (2015), BlacKkKlansman (2018) e Da 5 Bloods (2020). Lee também atuou em dez de seus filmes. Também é um reconhecido documentarista e leciona cinema na Universidade de Nova Iorque.
O trabalho de Lee tem explorado continuamente as relações raciais, colorismo na comunidade negra, o papel da mídia na vida contemporânea, crime urbano e pobreza e outras questões políticas. Ele ganhou vários prêmios por seu trabalho, incluindo um Oscar de Melhor Roteiro Adaptado, um Student Academy Award, um BAFTA de Melhor Roteiro Adaptado, dois Emmy Awards, dois Prêmio Peabody e o Grande Prêmio de Cannes. Ele também recebeu um Oscar Honorário, um prêmio honorário BAFTA, um César honorário e o Prêmio Dorothy e Lillian Gish.
Os filmes de Lee Do the Right Thing, Malcolm X, 4 Little Girls e She Gotta Have I foram selecionados pela Biblioteca do Congresso para preservação no National Film Registry por serem "culturalmente, historicamente ou esteticamente significativos".
Sendo amplamente considerado um dos mais importantes cineastas de sua geração, foi eleito o 18° maior diretor de cinema dos últimos 25 anos segundo o levantamento da Quartz através do Metacritic.

## Biografia e carreira

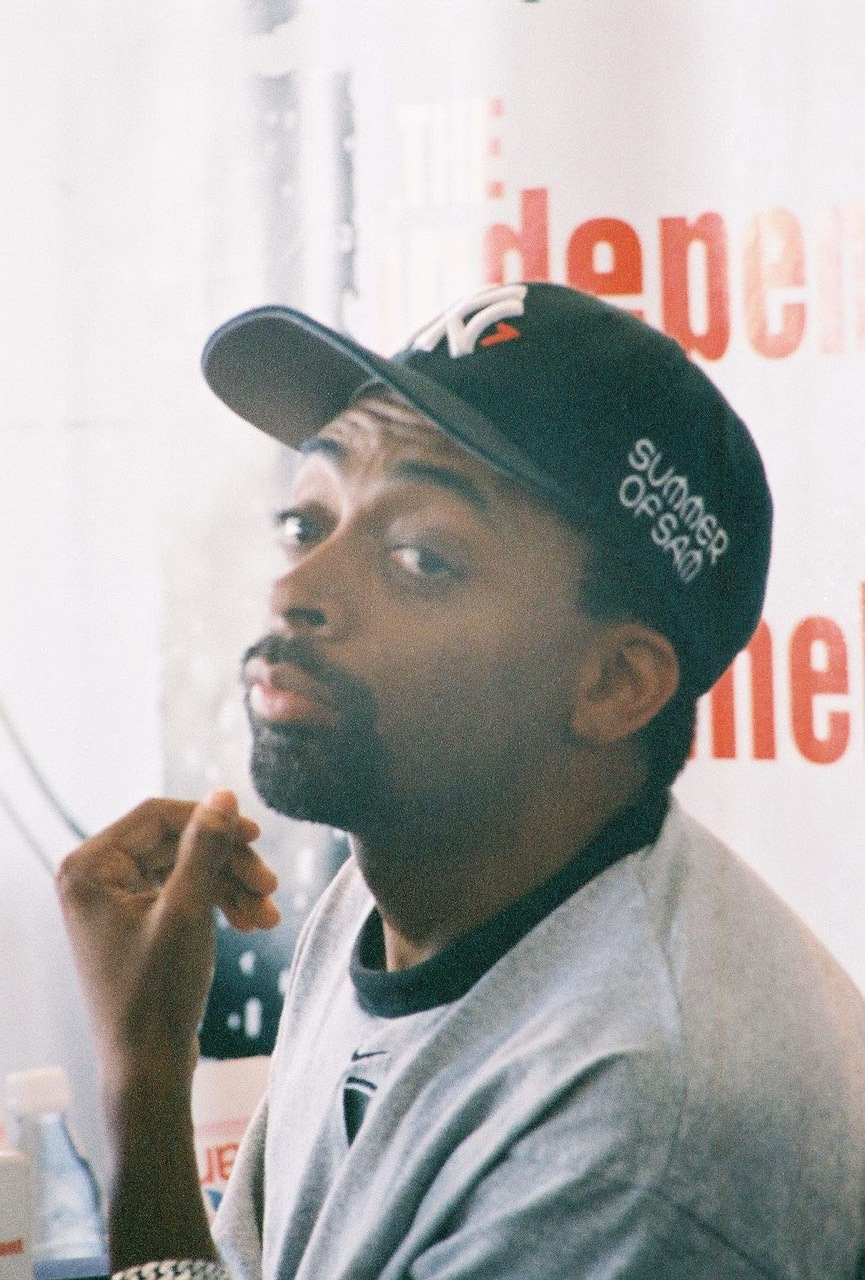
Spike Lee no Festival de Cinema de Cannes em 1999.

Ícone do cinema afro-estadunidense, Spike sempre abordou a temática racial abrindo as portas em Hollywood para uma conscientização sobre os problemas sociais do país. Além de diretor, produtor e roteirista, ele seguidamente atua em seus próprios filmes. Nascido em 20 de março de 1957 em Atlanta, sul dos Estados Unidos, numa época marcada pelo preconceito racial, mudou-se com sua família, quando tinha 3 anos, para o Brooklyn, onde adquiriu toda a sua consciência social.
Por um de seus primeiros filmes, Joe's Bed-Stuy, Barbershop: We Cut Heads, um projeto de graduação, já fora premiado em alguns festivais, 3 anos depois de rebater o racismo de "O Nascimento de uma Nação" com o curta The Answer (1980), de 10 minutos. Depois disso, sem conseguir produzir o longa "Messenger", foi financiado por sua avó, que também havia pago seus estudos na Universidade Morehouse, onde se formou em Comunicação e depois fez mestrado. Na Universidade, fez She's Gotta Have It (1986), onde ele mesmo atuava como um dos três namorados de uma mulher.
Em 1989, com Do the Right Thing, que lhe rendeu uma indicação ao Oscar por melhor roteiro original, consegue reproduzir com maior fidelidade a sua visão do cotidiano das minorias. Cansado da maneira estereotipada que seu povo sempre fora retratado nas telas, Lee tem, normalmente, como tema o racismo, porém, trabalha diferentemente de tudo que se viu até então, ao mostrar toda a complexidade dos guetos estadunidenses, não apenas os negros, mas latinos, orientais, mestiços etc., ele destrói maniqueísmos criados em torno desses temas, mostrando como essas etnias também sabem ser preconceituosas e intolerantes.

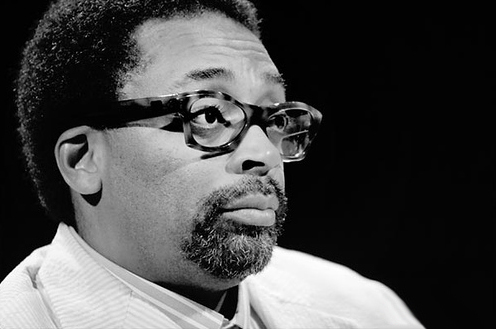
Spike Lee por volta de 1990

Em 1990, com Mais e Melhores Blues, uma história mais voltada para o Jazz, tentando recuperar este movimento cultural, decepciona alguns fãs que esperavam algo mais ousado e com uma denúncia mais pesada, porém vem a se recuperar um ano depois com Febre da Selva, que trata de relacionamentos inter-raciais. Ainda dirigiu a cinebiografia Malcolm X sobre o famoso ativista afro-estadunidense dos anos 1960. Provou também toda sua versatilidade em Uma Família de Pernas pro Ar, em 1994, uma comédia leve escrita em parceria com seu irmão, e em Irmãos de Sangue, em 1995. Um dos seus maiores trabalhos foi ao lado de Michael Jackson, quando dirigiu o videoclipe "They Don't Care About Us" em 1996, com gravações no Brasil, sendo elas em Salvador e Rio de Janeiro. Foi quando começou a perder seu foco inicial social e político, sendo muitas vezes criticado por isso. Entanto, novamente mostrando que é versátil, é indicado, em 1998, pela segunda vez ao Oscar pelo documentário 4 Little Girls (1997). Nos últimos anos, começa então a fazer mais de um filme por ano, em um desses, A Última Noite, de 2002, onde um traficante tem sua última noite livre, antes de ir para a prisão no dia seguinte, para consertar seus erros, que recebeu críticas positivas, com vários críticos o considerando um dos melhores filmes de sua década.

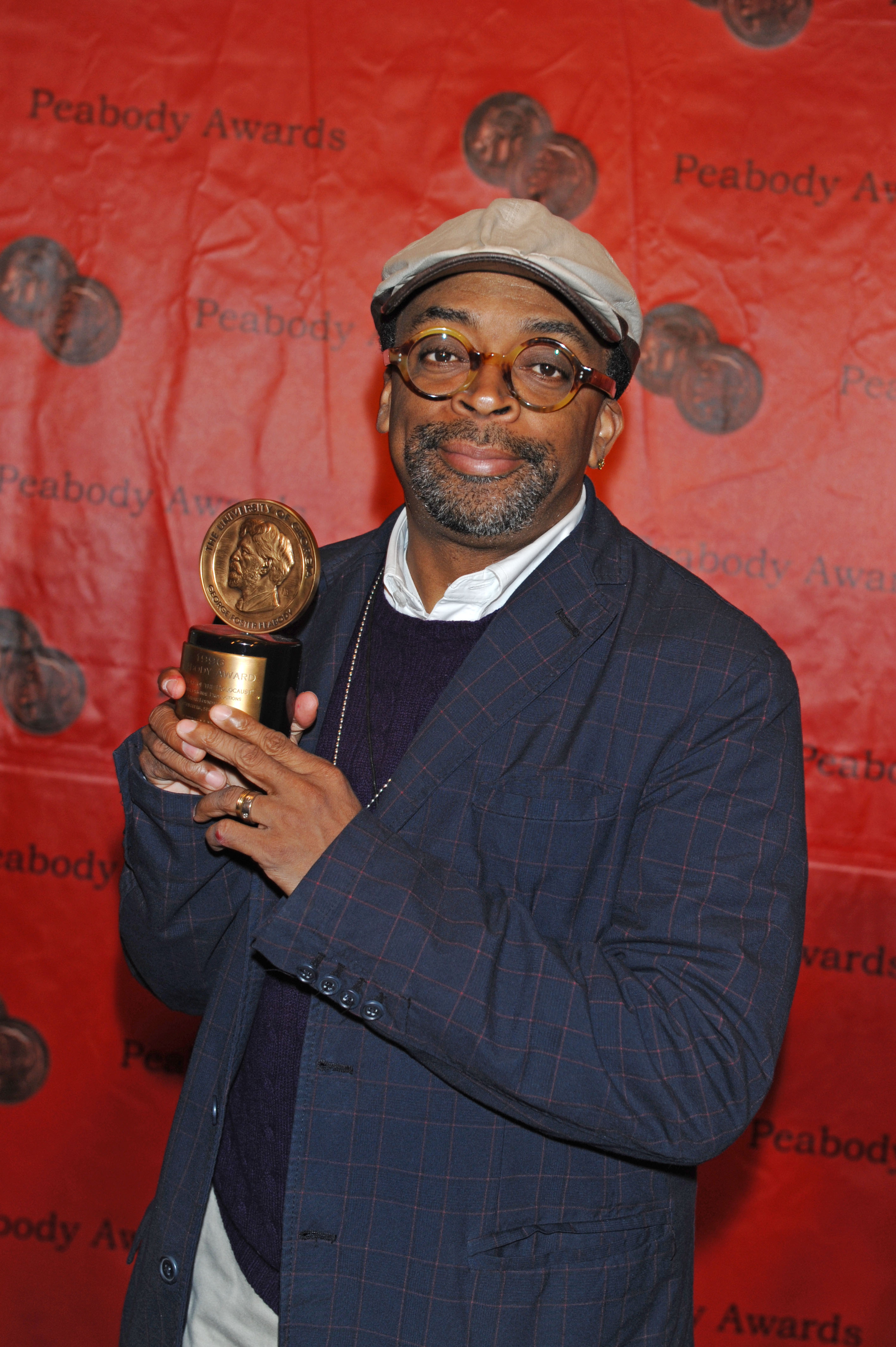
Spike Lee recebe o Prêmio Peabody em 2011.

Em 2006, Lee dirigiu Inside Man estrelado por Denzel Washington, Jodie Foster, Clive Owen, Chiwetel Ejiofor, Willem Dafoe e Christopher Plummer. O filme foi um filme incomum para Lee, considerando que era um thriller de roubo de estúdio. O filme foi um sucesso de crítica e financeiro, arrecadando US$ 186 milhões em um orçamento de US$ 45 milhões.
Em 2 de maio de 200, o 50º San Francisco International Film Festival homenageou Spike Lee com o prêmio de direção da San Francisco Film Society. Em 2008, ele recebeu o Prêmio Wexner. Em 2013, ele ganhou o Prêmio Dorothy e Lillian Gish, um dos prêmios mais ricos nas artes americanas no valor de $ 300 000.
Em 2015, Lee recebeu um Prêmio Honorário da Academia da Academia de Artes e Ciências Cinematográficas por suas contribuições para o cinema. Amigos e colaboradores frequentes Wesley Snipes, Denzel Washington, Samuel L. Jackson presentearam Lee com o prêmio na cerimônia privada do Governors Awards.
Lee dirigiu, escreveu e produziu o modo de história MyCareer do jogo de videogame NBA 2K16. Mais tarde naquele mesmo ano, após uma percepção de longa queda na qualidade, Lee se recuperou com um filme de drama musical, ''Chi-Raq''. O filme é uma adaptação moderna da antiga peça grega "Lisístrata", de Aristófanes, ambientada na região sul de Chicago, e explora os desafios de raça, sexo e violência na América. Teyonah Parris, Angela Bassett, Jennifer Hudson, Nick Cannon, Dave Chappelle, Wesley Snipes, John Cusack e Samuel L. Jackson estrelaram o filme. O filme foi lançado pela Amazon Studios em algumas cidades em novembro. Chi-Raq recebeu críticas geralmente positivas dos críticos. No Rotten Tomatoes, o filme tem uma classificação de 82% com o consenso crítico do site afirmando: "Chi-Raq é tão urgente e satisfatoriamente ambicioso quanto totalmente desigual - e contém alguns dos trabalhos de período tardio mais inteligentes, afiados e versáteis de Spike Lee".

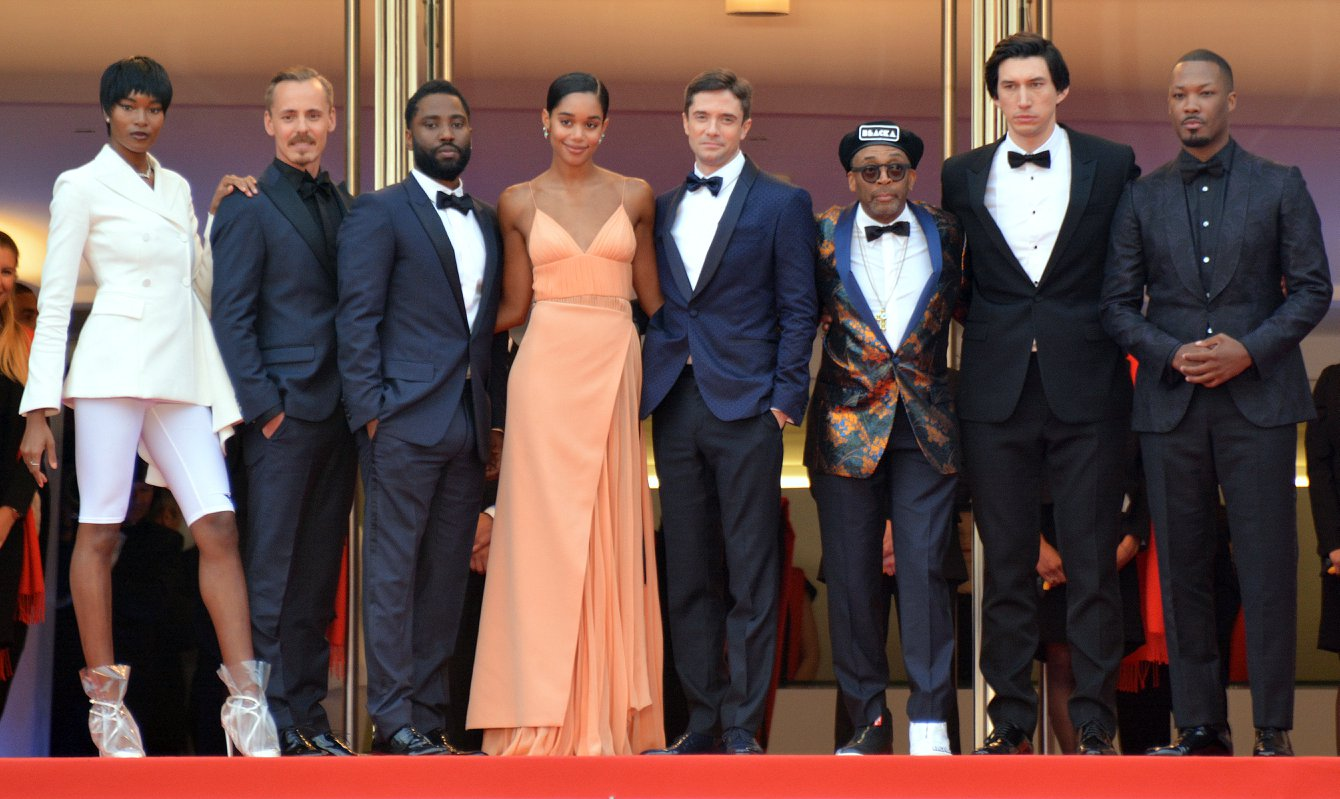
Spike Lee e seu elenco promovendo BlacKkKlansman no Festival de Cinema de Cannes 2018.

O filme de 2018 de Lee, BlacKkKlansman, um verdadeiro drama policial ambientado na década de 1970, centrado na história verídica de um policial negro, Ron Stallworth, que se infiltrou na Ku Klux Klan. O filme estreou no Festival de Cinema de Cannes 2018, onde ganhou o Grand Prix e estreou no mês de agosto seguinte. O filme recebeu elogios quase universais quando estreou na América do Norte recebendo 96% no Rotten Tomatoes com o consenso da crítica lendo, "BlacKkKlansman usa a história para oferecer comentários cortantes e incisivos sobre eventos atuais - e traz à tona alguns dos trabalhos mais contundentes de Spike Lee em décadas ao longo do caminho". Em 2019, durante a temporada de premiações que antecederam o Oscar, Lee foi convidado para participar de uma mesa redonda de diretores conduzida pelo The Hollywood Reporter. A mesa redonda incluiu Ryan Coogler (Black Panther), Yorgos Lanthimos (The Favourite), Alfonso Cuarón (Roma), Marielle Heller (Can You Ever Forgive Me?), e Bradley Cooper (A Star is Born). Foi indicado ao Oscar de Melhor Filme e Melhor Diretor (a primeira indicação de Lee nesta categoria). Lee ganhou seu primeiro Oscar competitivo na categoria Melhor Roteiro Adaptado. Quando questionado por jornalistas da BBC se Green Book vencedor de Melhor Filme o ofendeu, Lee respondeu: "Deixe-me dar uma resposta britânica, não é o meu gosto". Muitos jornalistas da indústria notaram como o Oscar de 2019 com BlacKkKlansman competindo contra o eventual vencedor Green Book espelhou o Oscar de 1989 com o filme de Lee Do the Right Thing, perdendo uma indicação de Melhor Filme em relação ao eventual vencedor, Driving Miss Daisy.
O filme de Lee sobre a guerra do Vietnã, Da 5 Bloods, foi lançado na Netflix.O filme foi estrelado por Delroy Lindo, Jonathan Majors, Clarke Peters, Isiah Whitlock Jr., Mélanie Thierry, Paul Walter Hauser e Chadwick Boseman. O filme foi lançado mundialmente em 12 de junho de 2020. O enredo do filme segue um grupo de veteranos da Guerra do Vietnã que retornam ao país em busca dos restos mortais de seu líder de esquadrão caído, bem como o tesouro que enterraram enquanto serviam lá. Antes da pandemia COVID-19, o filme foi originalmente programado para estrear fora da competição no Festival de Cinema de Cannes de 2020 e, em seguida, ser exibido nos cinemas em maio ou junho antes de ser transmitido pela Netflix. O filme recebeu ampla aclamação da crítica com o índice de aprovação do site Rotten Tomatoes sendo 92% baseado em 252 resenhas, com a leitura de consenso crítico: "Energia feroz e ambição percorrem Da 5 Bloods, unindo-se para alimentar um dos filmes mais urgentes e impactantes de Spike Lee". No Metacritic, o filme tem uma pontuação média ponderada de 82 de 100, com base em 49 críticos, indicando "aclamação universal".

## Filmografia

### Cinema
| Ano  | Título                                  | Creditado como | Creditado como | Creditado como | Creditado como |
| Ano  | Título                                  | Diretor        | Produtor       | Roteirista     | Ator           |
| ---- | --------------------------------------- | -------------- | -------------- | -------------- | -------------- |
| 1983 | Joe's Bed-Stuy Barbershop: We Cut Heads | Sim            | Sim            | Sim            |                |
| 1986 | She's Gotta Have It                     | Sim            | Sim            | Sim            | Sim            |
| 1988 | School Daze                             | Sim            | Sim            | Sim            | Sim            |
| 1989 | Do the Right Thing                      | Sim            | Sim            | Sim            | Sim            |
| 1990 | Mo' Better Blues                        | Sim            | Sim            | Sim            | Sim            |
| 1991 | Jungle Fever                            | Sim            | Sim            | Sim            | Sim            |
| 1992 | Malcolm X                               | Sim            | Sim            | Sim            | Sim            |
| 1994 | Crooklyn                                | Sim            | Sim            | Sim            | Sim            |
| 1995 | Clockers                                | Sim            | Sim            | Sim            | Sim            |
| 1996 | Girl 6                                  | Sim            | Sim            |                | Sim            |
| 1996 | Get on the Bus                          | Sim            | Sim            |                |                |
| 1998 | He Got Game                             | Sim            | Sim            | Sim            |                |
| 1999 | Summer of Sam                           | Sim            | Sim            | Sim            | Sim            |
| 2000 | Bamboozled                              | Sim            | Sim            | Sim            |                |
| 2002 | 25th Hour                               | Sim            | Sim            |                |                |
| 2004 | She Hate Me                             | Sim            | Sim            | Sim            |                |
| 2006 | Inside Man                              | Sim            |                |                |                |
| 2008 | Miracle at St. Anna                     | Sim            | Sim            |                |                |
| 2012 | Red Hook Summer                         | Sim            | Sim            | Sim            |                |
| 2013 | Oldboy                                  | Sim            |                |                |                |
| 2014 | Da Sweet Blood of Jesus                 | Sim            | Sim            | Sim            |                |
| 2015 | Chi-Raq                                 | Sim            | Sim            | Sim            |                |
| 2018 | BlacKkKlansman                          | Sim            | Sim            | Sim            |                |
| 2020 | Da 5 Bloods                             | Sim            | Sim            | Sim            |                |
| TBA  | Prince of Cats                          | Sim            |                |                |                |

## Prêmios e nomeações
- Nomeação ao Oscar de Melhor Documentário, por "4 Little Girls" (1997).
- Nomeação ao Oscar de Melhor Argumento Original, por "Do the Right Thing" (1989).
- Oscar Honorário, por ser "um campeão do filme independente e uma inspiração para jovens cineastas" (2016)
- Oscar de Melhor Roteiro Adaptado, por "BlacKkKlansman" (2019).
- Nomeação ao Globo de Ouro de Melhor Realizador, por "Do the Right Thing" (1989).
- Nomeação ao Globo de Ouro de Melhor Argumento, por "Do the Right Thing" (1989).
- Menção Especial no Festival de Berlim, por "Get on the Bus" (1996).
- Menção Especial do Júri Ecumênico no Festival de Cannes, por "Jungle Forever" (1991).
- Prémio Cinema Jovem no Festival de Cannes, por "She's Gotta Have It" (1986).
- Independent Spirit Award de Melhor Filme, por "She's Gotta Have It" (1986).
- Nomeação ao Independent Spirit Award de Melhor Filme, por "Jogo Limpo" (2000).
- Prêmio Ernest Artaria, por "Joe's Bed-Stuy Barbershop: We Cut Heads" (1983).
- Nomeação ao Emmy Especial de Media Não-Ficção, por "4 Little Girls" (1997).
- Satélite de Ouro de Melhor Documentário, por "4 Little Girls" (1997).
- Nomeação ao Prêmio da International Documentary Association, por "4 Little Girls" (1997).
- Prêmio de Mérito, na Classe Drama, no Student Academy Awards, por "Joe's Bed-Stuy Barbershop: We Cut Heads" (1983).
- Prêmio Maverick Tribute, no Cinequest San Jose Festival.
- Duas nomeações ao Prêmio Filme Negro de Melhor Realizador, por "Jogada Decisiva" (1998) e "4 Little Girls" (1997).
- Nomeação ao Prêmio Filme Negro de Melhor Argumento, por "He Got Game" (1998).